# Karl Kraus
Karl Kraus (28 d'abril de 1874 - 12 de juny de 1936) va ser un important escriptor i periodista austríac, conegut com a satíric, assagista, autor d'aforismes, dramaturg i poeta. Se'l considera un dels més significatius escriptors satírics de llengua alemanya del segle xx, i sobretot és conegut per la seva crítica enginyosa de la premsa, la cultura i la política alemanya i austríaca.

## Els seus anys joves
Kraus va néixer en una família jueva adinerada en Gitschin, Bohèmia, Imperi Austrohongarès (ara Jičín, República Txeca). La família es va traslladar a Viena el 1877. La seva mare va morir el 1891.
Kraus es va inscriure com estudiant de Dret a la universitat de Viena el 1892. Al començament d'abril d'aquest mateix any, va començar a col·laborar al diari Wiener Literaturzeitung, començant amb la crítica de Die Weber, de Gerhart Hauptmann. Al voltant d'aquesta època, sense èxit, va intentar ocupar-se com a actor en un petit teatre. El 1894 canvia d'estudis cap a la filosofia i literatura germana.

## Escriptor
El 1896 va abandonar la universitat sense finalitzar els estudis i va començar a treballar com a actor, actuant com intèrpret i director d'escena, es va unir al grup “Jung Wien” (Jove Viena), en el qual figuraven Peter Altenberg, Leopold Andrian, Hermann Bahr, Richard Beer-Hofmann, Felix Dörmann, Hugo von Hofmannsthal i Felix Saltin. Malgrat això, el 1897 Kraus va trencar amb aquest grup amb la sàtira Die demolierte Literatur. Va ser nomenat corresponsal per a Viena del periòdic Breslauer Zeitung. Un any més tard, com a partidari de l'assimilació jueva a la cultura alemanya, va atacar al sionista Theodor Herzl amb la seva obra polèmica Eine Krone für Zion (Una corona per a Sió, 1898).
L'1 d'abril de 1899, va renunciar al Judaisme i en el mateix any va fundar el seu propi periòdic, Die Fackel (la Torxa), que ell va dirigir, va publicar i va escriure pràcticament en solitari fins a la seva mort i des del qual va llençar atacs sobre la hipocresia, la psicoanàlisi, la corrupció de l'Imperi Habsburg, el nacionalisme del moviment pan-alemany, la política de no-intervenció, la política econòmica...
El 1901, Kraus fou demandat per Hermann Bahr i Emmerich Bukovics, car se sentien atacats per Die Fackel. Molts plets seguirien en anys posteriors per diversos grups que també es van sentir ofesos. Aquell mateix any, Kraus va esbrinar que el seu editor, Moriz Frisch, s'havia apoderat de la revista mentre ell estava absent a causa d'un viatge de diversos mesos: Moriz Frisch havia registrat la portada de la revista com una marca registrada i havia publicat el Neue Fackel (la Nova Torxa). Kraus va guanyar i d'ençà d'aquell incident, Die Fackel va ser publicat (sense coberta) per la impremta Jahoda & Siegel.
Die Fackel, tirava entre 9.000 i 38.000 exemplars segons les èpoques i als inicis, era similar a diaris com la revista Weltbühne, si bé més tard es va tornar cada vegada més una revista de reconeguda independència editorial, molt seguida per la burgesia radical de Viena. A Die Fackel, passada una primera època convulsa amb abundància d'autors antisemites, Kraus treballava tot sol i s'autopublicava sense cap regularitat. En la seva primera dècada, els contribuïdors van ser molts escriptors coneguts i artistes com Peter Altenberg, Richard Dehmel, Egon Friedell, Oskar Kokoschka, Else Lasker-Schüler, Adolfo Loos, Heinrich Mann, Arnold Schönberg, August Strindberg, Georg Trakl, Frank Wedekind, Franz Werfel, Houston Stewart Chamberlain i Oscar Wilde. Després de 1911 Kraus va ser en general l'autor exclusiu. Se'n van publicar de forma irregular fins a un total de 922 números, però des de 1933 (amb l'arribada de Hitler al poder se la pot considerar acabada.
A banda dels seus escrits, Kraus va donar nombroses conferències públiques summament influents; entre 1892 i 1936: va posar pujar a escena unes 700 vegades, recitant drames de Bertolt Brecht, Gerhart Hauptmann, Johann Nestroy, Goethe, i Shakespeare. També interpretava operetes artístiques, acompanyades pel piano i cantant tots els papers ell mateix. Elias Canetti, que va assistir amb regularitat a les conferències de Kraus, va titular el segon volum de la seva autobiografia Die Fackel im Ohr (La torxa a l'orella) en referència a la revista i el seu autor.
El seu últim treball, que va refusar publicar les represàlies nazis, era el verbalment ric, Die Dritte Walpurgisnacht (La Tercera Nit de Walpurgis), que començava amb la frase: No se m'acut res sobre Hitler. No obstant això, llargs extractes apareixen en la seva apologia per al seu silenci en la pujada al poder de Hitler, Warum die Fackel nicht erscheint (Per què Die Fackel no apareix), una edició de 315 pàgines del seu periòdic. L'últim número de la publicació es publicà al febrer de 1936.
En 1911 va rebre el bateig catòlic, però en 1923 va abandonar l'Església Catòlica, perquè va desaprovar el renaixement del Festival de Salzburg. Karl Kraus va morir d'una embòlia coronària a Viena el 12 de juny de 1936 després d'una curta malaltia. Està enterrat en el cementiri Zentralfriedhof fora de Viena.
Kraus mai es va casar, però de 1913 fins a la seva mort va tenir una relació molt pròxima amb la baronessa Sidonie Nádherný von Borutin (1885-1950). Molts dels seus treballs van ser escrits en el castell Janowitz, propietat de la família Nádherný. Sidonie Nádherny va ser una musa molt important a la qual va dedicar molts llibres i poemes.

## La persona
Karl Kraus era essencialment un polemista i un irònic, hereu de Heinrich Heine i de la literatura de cafeteria vienesa [Kaffeehausliteratur]: per això mateix va generar opinions contràries en tots els moments de la seva vida. Aquesta polarització indubtablement va ser reforçada per la consciència que tenia Kraus sobre la seva pròpia importància. Els seus seguidors van veure en ell una autoritat infal·lible i la seva petja és òbvia en la gran cultura austrohongaresa i en Ludwig Wittgenstein. Va tenir nombrosos enemics a causa de la inflexibilitat i la intensitat de la seva parcialitat; no obstant això, personalment era un misantrop amarg, molt influït per Arthur Schopenhauer. La seva ironia envers un progrés deshumanitzador que afirma viure en una gran època quan destrueix industrialment la creativitat i la llibertat humana és d'un radicalisme profundament desesperançat. Kraus defensà sempre que calia quantificar les pèrdues produïdes pel progrés i d'una manera una mica socràtica s'atribuí la tasca de denunciar aquest progrés purament retòric 
Va ser acusat de rebolcar-se en denúncies odioses i antipatriòtiques per la seva oposició a la Primera Guerra Mundial i posteriorment a Hitler. Viena simbolitza per a ell el laboratori de l'Apocalipsi: la ciutat on havia nascut la psicoanàlisi, l'expressionisme musical, l'art abstracte i fins i tot el bolxevisme (perquè Lenin hi va fundar Pravda) prefigura i exemplifica la descomposició de la cultura europea Una frase brutal de La tercera nit de Walpurguis (El progrés fa moneders de pell humana), ha quedat com a profecia dels camps nazis.

## El llenguatge
Karl Kraus estava convençut que qualsevol petit error, encara que d'una importància que aparentment estigués limitat al temps i a l'espai, mostrava els grans mals del món i d'una època. Així, ell podia veure en una coma que falla un símptoma d'aquell estat del món que permetria una guerra mundial. Un dels punts principals dels seus escrits era mostrar els grans mals inherents al que aparentment eren petits errors. La llengua era per ell la més important reveladora dels mals del món. Va veure en el tractament descurat dels seus contemporanis cap a la llengua un signe de negligència del món en general i la seva crítica a la psicoanàlisi i al periodisme no poden deslligar-se de la seva consciència de la crisi de la modernitat per la crisi de la paraula escrita.

## Obres
- Die demolirte Literatur [La literatura demolida] (1897)
- Eine Krone für Zion [Una corona para Zion] (1898)
- Sittlichkeit und Kriminalität (1908)
- Sprüche und Widersprüche (1909)
- Die chinesische Mauer (1910)
- Pro domo et mundo (1912)
- Nestroy und die Nachwelt (1913)
- Worte in Versen (1916-30)
- Die letzten Tage der Menschheit (1918)
- Weltgericht (1919)
- Nachts (1919)
- Untergang der Welt durch schwarze Magie (1922)
- Literatur (1921)
- Traumstück (1922)
- Die letzten Tage der Menschheit: Tragödie in fünf Akten mit Vorspiel und Epilog (1922)
- Wolkenkuckucksheim [(1923)
- Traumtheater (1924)
- Die Unüberwindlichen (1927)
- Epigramme [Epigrams] (1927)
- Die Unüberwindlichen (1928)
- Literatur und Lüge (1929)
- Shakespeares Sonette (1933)
- Die Sprache (posthumous, 1937)
- Die dritte Walpurgisnacht (posthumous, 1952)

Publicacions que han estat reeditades recentment:
- Die letzten Tage der Menschheit, Bühnenfassung des Autors, 1992 Suhrkamp, ISBN 3-518-22091-8
- Die Sprache, Suhrkamp, ISBN 3-518-37817-1
- Die chinesische Mauer, mit acht Illustrationen von Oskar Kokoschka, 1999, Insel, ISBN 3-458-19199-2
- Aphorismen. Sprüche und Widersprüche. Pro domo et mundo. Nachts, 1986, Suhrkamp, ISBN 3-518-37818-X
- Sittlichkeit und Krimininalität, 1987, Suhrkamp, ISBN 3-518-37811-2
- Dramen. Literatur, Traumstück, Die unüberwindlichen u.a., 1989, Suhrkamp, ISBN 3-518-37821-X
- Literatur und Lüge, 1999, Suhrkamp, ISBN 3-518-37813-9
- Shakespeares Sonette, Nachdichtung, 1977, Diogenes, ISBN 3-257-20381-0
- Theater der Dichtung mit Bearbeitungen von Shakespeare-Dramen, Suhrkamp 1994, ISBN 3-518-37825-2
- Hüben und Drüben, 1993, Suhrkamp, ISBN 3-518-37828-7
- Die Stunde des Gerichts, 1992, Suhrkamp, ISBN 3-518-37827-9
- Untergang der Welt durch schwarze Magie, 1989, Suhrkamp, ISBN 3-518-37814-7
- Brot und Lüge, 1991, Suhrkamp, ISBN 3-518-37826-0
- Die Katastrophe der Phrasen, 1994, Suhrkamp, ISBN 3-518-37829-5